# 罗学平
罗学平（1944 - ），男，原湖南省军区参谋长。湖南省衡阳县人，中國共產黨黨員，中共政治人物、軍事人物、
中華人民共和國解放軍少將軍銜。
湖南省第九届人民代表大会代表、常务委员 